# Lonchura atricapilla
Lonchura atricapilla е вид птица от семейство Estrildidae.

## Разпространение
Видът е разпространен в Бангладеш, Бруней, Виетнам, Индия, Индонезия, Камбоджа, Китай, Лаос, Малайзия, Мианмар, Непал, Тайланд и Филипините.